# Pseudicius decemnotatus
Pseudicius decemnotatus là một loài nhện trong họ Salticidae.
Loài này thuộc chi Pseudicius. Pseudicius decemnotatus được Eugène Simon miêu tả năm 1885.